# Sune Svanberg
Sune Svanberg (* 1. Januar 1943 in Trollhättan) ist ein schwedischer Atomphysiker.

## Leben und Wirken
Nach dem Abitur 1962 in Trollhättan studierte er Naturwissenschaften an der Universität Göteborg und erhielt 1966 einen Bachelor of Science. Es schlossen sich kurzzeitige Postgraduierten-Studien an der Technischen Hochschule Chalmers in Göteborg und an der Technischen Universität Berlin an, wo er über atomare Resonanzspektroskopie bei Professor Hans Bucka forschte. Dann kehrte er nach Göteborg zurück und wurde 1972 mit einer von I. Lindgren betreuten Dissertation auf diesem Gebiet promoviert. Nach einem Post-Doc-Jahr an der Columbia University in New York führte er seine Laserspektroskopie-Untersuchungen an der Chalmers-Hochschule bis 1980 fort.
Dann erhielt er einen Ruf als Professor und Vorstand der Abteilung für Atomphysik an der Technischen Hochschule Lund, was er bis 2008 blieb. Er setzte sich dort intensiv für den Ausbau der Laserphysik ein und war an der Gründung mehrerer neuer Forschungszentren beteiligt und wurde 1995 zum Gründungsdirektor des Lund Laser Centre ernannt, was er bis 2010 blieb. Seit 2006 ist er Einstein Professor an der Chinesische Akademie der Wissenschaften. Seit 2011 Senior Professor an der Technischen Hochschule Lund und Distinguished Professor an der South China Normal University in Guangzhou.
Er forscht über grundlegende Probleme der Atomphysik und Laserspektroskopie, Wechselwirkungen von Materie mit elektromagnetischen Feldern hoher Intensität unter Einbeziehung von Lasertechnik und Spektroskopie in Umwelt-Messungen und Medizin.
Svanberg hat Sitze in mehreren Unternehmensleitungen und akademischen Vereinigungen. Unter anderem ist er Vorsitzender der Königlich Schwedischen Akademie der Wissenschaften (seit 1991) und der Königlich Schwedischen Akademie für Ingenieurwissenschaften (seit 1988). Von 1998 bis 2006 war er Vorsitzender des Nobelkomitees der Wissenschaftsakademie für Physik. Von 2004 bis 2009 war er im Vorstand des Schwedischen Forschungsrats Vetenskapsrådet (Board of the Swedish Research Council).
Svanberg erhielt eine Reihe von Ehrendoktortiteln und andere Auszeichnungen, darunter den ersten Azko Nobel Science Award (1999), den Willis-E.-Lamb-Preis (2005),
die Celsius Goldmedaille der Königlichen Gesellschaft der Wissenschaften in Uppsala (2006) den Vladimir K. Zworykin Award der International Federation of Medical and Biological Engineering (2009) und die Medaille Ihrer Majestät des Königs in Gold (Hans Majestät Konungens medalj) (2012). 2013 erhielt er den Freundschaftspreis der Volksrepublik China, die höchste Auszeichnung der Volksrepublik für Ausländer.
Svanberg ist verheiratet und hat zwei erwachsene Kinder.

## Schriften
- Atomic and molecular spectroscopy: basic aspects and practical applications, Springer Verlag, 4. Auflage 2004.
- als Herausgeber: X-ray lasers 1996: proceedings of the 5th International Conference on X-ray Lasers held in Lund, Sweden, 10 - 14 June 1996, Institute of Physics (IOP) Publ. 1996.